# Gymnanthes farinosa
Gymnanthes farinosa är en törelväxtart som först beskrevs av August Heinrich Rudolf Grisebach, och fick sitt nu gällande namn av Grady Linder Webster. Gymnanthes farinosa ingår i släktet Gymnanthes och familjen törelväxter. Inga underarter finns listade i Catalogue of Life.